# Шепетівка (Калінінградська область)
Шепетівка (рос. Шепетовка) — селище Німанського району, Калінінградської області Росії. Входить до складу Жилінського сільського поселення.
Населення —  182 особи (2015 рік). 